# Spigno Saturnia
Spigno Saturnia è un comune italiano di 2 853 abitanti della provincia di Latina nel Lazio meridionale.

## Geografia fisica

### Territorio
L'abitato di Spigno Saturnia è suddiviso in due agglomerati principali: Spigno Superiore o Vecchio, in posizione panoramica sul versante orientale del Monte Petrella (1533 m), è un villaggio a 375 m s.l.m. che conserva i ruderi dell'antico castello, e Spigno Inferiore o Nuovo è il capoluogo (146 m), sorto nel secondo dopoguerra a ridosso della Strada Statale 630.
Nel territorio comunale, dove si eleva anche il Monte Fammera, scorre il fiume Ausente.

### Clima
- Classificazione climatica: zona C, 1017 GR/G

## Origini del nome
Il toponimo "Spigno" deriva dalla diffusione sul territorio di due piante spinose, il biancospino e il pruno selvatico, e dal fatto che quest'ultima veniva utilizzata dagli spignesi per rendere più efficaci le palizzate di recinzione con le sue spine.
Dal IX all'XI secolo il centro abitato era noto con il nome di Spinium o Casalis Spini, divenuto nel XII secolo Castrum Spinei, poi nel XVII secolo "Spingo" o "Spigno", rinominato dopo l'Unità d'Italia, il 16 febbraio del 1862, "Spigno Saturnia", con l'aggiunta di "Saturnia", antico nome poetico dell'Italia.

## Storia
Sino al VI secolo, il centro abitato era situato nella località Santo Stefano, con il nome di Ausona, comprendente anche parte dei territori dell'attuale Ausonia e di Minturno. Dal IX all'XI secolo era sito al Casale con il nome di Spinium o Casalis Spini.
Le sue maggiori attrattive storiche sono offerte dai ruderi dell'antico borgo del Casale e dal Castrum Spinei, fortezza sorta alla fine del X secolo ad opera dei Normanni, che governarono il castello fino al XIII secolo, allorché si estinsero i Dell'Aquila nella contea di Traetto.
Negli anni successivi, Spigno rimase incorporato nella contea di Fondi, alle dipendenze di Roffredo Caetani, nipote del papa Bonifacio VIII. Sotto gli esponenti della famiglia Caetani, il piccolo feudo visse uno dei periodi più concitati della sua storia, per essere stato coinvolto nell'aspra lotta tra Angioini ed Aragonesi, fortemente interessati al possesso del munitissimo Castello di Gaeta (1435) considerato, a buona ragione, chiave del regno.
In quel delicato frangente il Castello di Spigno si trovò esposto alle rappresaglie delle truppe angioine; il territorio fu devastato e saccheggiato e gli abitanti sottoposti ad ogni tipo di vessazione. Pochi anni dopo (1438) Alfonso d'Aragona, memore delle promesse fatte durante l'assedio di Gaeta, affidò il governo di Spigno ad Onorato, figlio di Cristoforo Caetani.
Onorato (dal popolo benevolmente chiamato re piccolo) emanò a favore dei sudditi importanti privilegi e provvisioni, contenute in una specie di statuto, il più antico di cui si ha finora notizia. In esso è garantita l'osservanza di antiche consuetudini; sono stabilite le modalità che regolano le entrate annue a favore dell'erario, le agevolazioni fiscali, ripristinati i confini territoriali e definita la struttura amministrativa del feudo.
All'inizio del XVI secolo Spigno passò dai Caetani ai Colonna e quindi ai Carafa di Stigliano. Subì poi una progressiva decadenza, che durò fino all'abolizione della feudalità, proclamata il 2 agosto 1806 da Giuseppe Napoleone, insediatosi nel Regno di Napoli dopo la seconda rivoluzione francese. In conseguenza dei nuovi eventi, la Universitas (Comunità) fu chiamata Comune; il feudatario scomparve di scena ed il vecchio apparato amministrativo passò dagli iudices (boni homines), al sindaco, coadiuvati da alcuni decurioni (consiglieri). I nuovi responsabili del governo cittadino duravano in carica solo un anno ed il sindaco veniva scelto dai consiglieri che formavano il decurionato (consiglio comunale).
Nonostante queste innovazioni, tuttavia, per molti decenni ancora, non si registrò, nella vita sociale del paese, un effettivo, sostanziale cambiamento. Perdurarono l'analfabetismo e i privilegi, con preclusione di qualsiasi possibilità attuativa di quei diritti dei cittadini, tanto decantati dalla rivoluzione francese.
Gli avvenimenti di rilievo ai quali gli spignesi presero parte nei secoli passati sono molti. Va ricordata soprattutto la loro partecipazione alla Crociata di Guglielmo II in Terra Santa (fine XII secolo), e alle lotte contro i pirati turchi che, specie nel corso del XVI secolo, infestavano incessantemente le nostre zone. Ricordiamo inoltre il coraggioso sostegno dato a fra Diavolo (Michele Pezza) nella lotta contro gli invasori francesi; la concreta azione svolta a favore delle Società segrete (1820-25 circa).
Spigno Saturnia ha fatto parte per secoli della Provincia di Terra di Lavoro del Regno delle Due Sicilie e questa appartenenza è durata fino al 1860, anno in cui, senza alcuna formale dichiarazione di guerra,  avvenne l'invasione del Regno da parte delle truppe del regno di Sardegna. Infatti in seguito alla sconfitta dei Borbone di Napoli nell'ultima battaglia del Volturno e la successiva presa del forte di Gaeta e successiva annessione al detto Regno di Sardegna, poi Regno d'Italia, anche Spigno fu aggregata al regno savoiano. Comunque anche successivamente al 1860 Spigno Saturnia fece parte della Provincia di Terra di Lavoro e questo durò fino al 1926 quando, per volere dei fascisti di Mussolini, fu inclusa nella provincia di Roma . Successivamente, 1934, fu incluso nel territorio della provincia di Littoria, anche stavolta per decisione autoritaria del governo fascista. Infine è da menzionare la sommossa popolare posta in atto nel 1911, avvenuta e diretta a rovesciare il potere oligarchico ed incontrollato della prepotente, corrotta classe dominante locale. Durante la seconda guerra mondiale, Spigno fu quasi interamente distrutta dai bombardamenti dei tedeschi. Dopo il conflitto fu deciso di costruire una Spigno Nuova nella pianura sottostante Spigno Vecchia.

### Simboli
Lo stemma e il gonfalone sono stati concessi con DPR del 24 marzo 1994.
In precedenza era in uso uno stemma concesso con DPR del 22 ottobre 1970 in cui erano rappresentate tre spighe di grano.
Il gonfalone è un drappo di verde.

## Monumenti e luoghi d'interesse

### Aree naturali
- Parco naturale dei Monti Aurunci

## Società

### Evoluzione demografica
Abitanti censiti

## Economia
Di seguito la tabella storica elaborata dall'Istat a tema Unità locali, intesa come numero di imprese attive, ed addetti, intesi come numero addetti delle unità locali delle imprese attive (valori medi annui).
|                 | 2015                  |                              |                            |                |                       |                     | 2014                  |                | 2013                  |                |
| --------------- | --------------------- | ---------------------------- | -------------------------- | -------------- | --------------------- | ------------------- | --------------------- | -------------- | --------------------- | -------------- |
|                 | Numero imprese attive | % Provinciale Imprese attive | % Regionale Imprese attive | Numero addetti | % Provinciale Addetti | % Regionale Addetti | Numero imprese attive | Numero addetti | Numero imprese attive | Numero addetti |
| Spigno Saturnia | 227                   | 0,58%                        | 0,05%                      | 593            | 0,49%                 | 0,04%               | 233                   | 595            | 248                   | 617            |
| Latina          | 39.304                |                              | 8,43%                      | 122.198        |                       | 7,75%               | 39.446                | 120.897        | 39.915                | 123.310        |
| Lazio           | 455.591               |                              |                            | 1.539.359      |                       |                     | 457.686               | 1.510.459      | 464.094               | 1.525.471      |

Nel 2015 le 227 imprese operanti nel territorio comunale, che rappresentavano lo 0,58% del totale provinciale (39.304 imprese attive), hanno occupato 593 addetti, lo 0,49% del dato provinciale (122.198 addetti); in media, ogni impresa nel 2015 ha occupato due persone (2,61).

### Artigianato
Tra le attività economiche più tradizionali, diffuse e rinomate vi sono quelle artigianali, come l'arte del cotto fatto a mano,  ricamo e del merletto 
.

## Amministrazione
Nel 1934 passa dalla provincia di Roma, alla nuova provincia di Littoria, costituita dal governo fascista dell'epoca.
Con l'approvazione del Piano Regolatore Generale (Bollettino ufficiale della Regione Lazio del 27 settembre 2008, n. 36) vengono classificati come centri abitati anche le contrade di Campodivivo e Santo Stefano.
| Periodo        | Periodo        | Primo cittadino    | Partito      | Carica      | Note |
| -------------- | -------------- | ------------------ | ------------ | ----------- | ---- |
| 5 giugno 1985  | 22 maggio 1990 | Raffaele Filosa    | DC           | Sindaco     |      |
| 22 maggio 1990 | 23 aprile 1995 | Carlo Pampena      | PSI          | Sindaco     |      |
| 23 aprile 1995 | 13 giugno 1999 | Antonio Saltarelli | PPI          | Sindaco     |      |
| 13 giugno 1999 | 12 giugno 2004 | Carlo Pampena      | lista civica | Sindaco     |      |
| 12 giugno 2004 | 7 giugno 2009  | Antonio Saltarelli | lista civica | Sindaco     |      |
| 7 giugno 2009  | 26 maggio 2014 | Franco Simeone     | lista civica | Sindaco     |      |
| 26 maggio 2014 | 25 giugno 2018 | Salvatore Vento    | lista civica | Sindaco     |      |
| 26 giugno 2018 | 27 maggio 2019 | Monica Perna       |              | Comm. pref. |      |
| 27 maggio 2019 | 9 giugno 2024  | Salvatore Vento    | lista civica | Sindaco     |      |
| 9 giugno 2024  | in carica      | Marco Vento        | lista civica | Sindaco     |      |

### Altre informazioni amministrative
- Fa parte della XVII Comunità Montana dei Monti Aurunci e del Parco naturale dei Monti Aurunci